# Кылымнык, Юрий Трофимович
Юрий Трофимович Килимник (1910 , село Подвысокое Липовецкого уезда Киевской губернии, ныне Оратовского района Винницкой области — 1993, Киев) — украинский советский деятель, главный врач Звенигородской районной больницы Черкасской области. Депутат Верховного Совета СССР 4-5-го созывов.

## Биография
Родился в 1910 году в семье сельского учителя в селе Подвысокое Липовецкого уезда Киевской губернии. Окончил Уманскую фельдшерско-акушерскую школу.
В 1935 году окончил Киевский медицинский институт.
В 1935—1939 годах — ординатор хирургического отделения, главный врач и хирург в Жмеринской районной больницы Винницкой области.
С августа 1939 по 1947 год — на медицинской службе в Красной Армии, участвовал в оккупации Западной Украины (1939) и Буковины (1940), а также в советско-финской войне.
Участник Великой Отечественной войны . Служил командиром операционно-перевязочного взвода 426-го отдельного медико-санитарного батальона 351-й стрелковой дивизии 58-й армии Северо-Кавказского фронта, начальником 1-го хирургического отделения 576-го хирургического полевого подвижного госпиталя 2-го Украинского фронта.
В 1947—1948 годах — заведующий онкологического отделения Херсонской областной больницы.
С 1948 года — главный врач и хирург Звенигородской районной больницы Киевской (с 1954 года — Черкасской) области.
Потом — на пенсии в городе Киеве.
Умер в 1993 году, похоронен на Пироговском кладбище .

## Звание
- майор медицинской службы

## Награды
- два ордена Отечественной войны II ст. (29.07.1944, 1985)
- орден Красной Звезды (18.04.1943)
- медаль «За оборону Кавказа»
- медали